# Gordonsville (Virginia)
Gordonsville es una localidad situada entre los condados de Condado de Louisa y Condado de Orange, en Virginia, Estados Unidos. Según el censo de 2000 tenía una población de 1.498 habitantes y una densidad de población de 635.6 hab/km².

## Demografía
Según el censo de 2000, había 1.498 personas, 628 hogares y 401 familias residiendo en la localidad. La densidad de población era de 635,6 hab./km². Había 688 viviendas con una densidad media de 291,9 viviendas/km². El 72,16% de los habitantes eran blancos, el 24,83% afroamericanos, el 0,20% amerindios, el 0,27% asiáticos, el 0,67% de otras razas y el 1,87% pertenecía a dos o más razas. El 1,13% de la población eran hispanos o latinos de cualquier raza.
Según el censo, de los 628 hogares en el 30,4% había menores de 18 años, el 42,0% pertenecía a parejas casadas, el 17,4% tenía a una mujer como cabeza de familia y el 36,1% no eran familias. El 32,2% de los hogares estaba compuesto por un único individuo y el 13,5% pertenecía a alguien mayor de 65 años viviendo solo. El tamaño promedio de los hogares era de 2,35 personas y el de las familias de 2,95.
La población estaba distribuida en un 23,9% de habitantes menores de 18 años, un 9,2% entre 18 y 24 años, un 28,4% de 25 a 44, un 23,0% de 45 a 64 y un 15,5% de 65 años o mayores. La media de edad era 38 años. Por cada 100 mujeres había 80,0 hombres. Por cada 100 mujeres de 18 años o más, había 76,5 hombres.
Los ingresos medios por hogar en la localidad eran de 35.655 dólares ($) y los ingresos medios por familia eran 40.268 $. Los hombres tenían unos ingresos medios de 29.464 $ frente a los 23.102 $ para las mujeres. La renta per cápita para la ciudad era de 17.881 $. El 9,6% de la población y el 7,9% de las familias estaban por debajo del umbral de pobreza. El 13,5% de los menores de 18 años y el 11,9% de los habitantes de 65 años o más vivían por debajo del umbral de pobreza.

## Geografía
Según la Oficina del Censo de los Estados Unidos, Gordonsville tiene un área total de 0.0 km² de los cuales 0.0 km² corresponden a tierra firme y 0.0 km² a agua. El porcentaje total de superficie con agua es 0.0.